# Федрига, Массимилиано
Массимилиано Федрига (итал. Massimiliano Fedriga; род. 2 июля 1980, Верона) — итальянский политик, губернатор автономной области Фриули — Венеция-Джулия (с 2018).

## Биография
Родился 2 июля 1980 года в Вероне, получил высшее образование в сфере коммуникации, а позднее получил степень магистра по управлению и анализу коммуникации. В 1995 году вступил в Лигу Севера, вошёл в Национальный совет — высшая партийная структура в автономной области Фриули — Венеция-Джулия и в Федеральный совет партии в Милане.
С 2008 по 2018 год состоял в Палате депутатов Италии трёх созывов — с XVI по XVIII (последний раз был избран в марте 2018 года, 8 мая того же года сдал мандат).
29 апреля 2018 года избран главой региональной администрации области Фриули — Венеция-Джулия с результатом 57,09 %. Сильнейшего из его соперников, лидера левоцентристской коалиции Серджо Больцонелло поддержали только 26,84 % избирателей.
3 мая 2018 года официально вступил в должность.
2-3 апреля 2023 года состоялись очередные региональные выборы, победу на которых с результатом 64,2 % одержала правоцентристская коалиция Федриги, выстроенная вокруг Лиги и Братьев Италии. Сильнейший из соперников, левоцентристский блок Массимо Маретуццо с участием Демократической партии и Движения пяти звёзд заручился поддержкой 28,4 % избирателей.

## Награды
- Золотой Орден «За заслуги»[словен.] (30 декабря 2021 года, Словения)[6].